# Múscul auricular anterior
El múscul auricular anterior (musculus auricularis anterior), un dels tres músculs auriculars, està situat en la cara anterior del pavelló auricular i permet la mobilitat de l'orella cap endavant en els animals que poden orientar l'oïda en la direcció d'on venen els sons.

## Trajecte
El múscul auricular anterior s'insereix en la vora lateral de la gàlea aponeuròtica, o aponeurosis epicraneal, i l'arcada zigomàtica. Les fibres de l'auricular anterior convergeixen per darrere cap a l'espina del hélix i la vora anterior de la conca de cada pavelló auricular.

## Acció
En la majoria dels animals el múscul auricular anterior els permet moure l'orella cap amunt i endavant en la direcció del so que atrau l'atenció. En canvi, en l'home, tot el que pot fer és moure lleugerament l'orella, generalment sense una direcció fixa.

## Innervació
La innervació motora de l'auricular anterior ve de la branca posterior del nervi auricular, una de les branques temporals terminals del nervi facial.